# Maths
Maths ist ein Lied des kanadischen Produzenten Deadmau5 (Deep House / Electro House). Es wurde erstmals am 17. Februar 2012 bei iTunes veröffentlicht. Erstmals erschien der Song in einem YouTube-Video von Deadmau5 namens drowned rat am 1. Juni 2011. Am 17. Februar 2012 wurde auch die Vollversion auf YouTube veröffentlicht.

## Musikvideo
Das Musikvideo wurde am 23. Februar 2012 veröffentlicht. Es hat keinen echten Inhalt, in gelber Schrift laufen über den Bildschirm Texte wie „__MATHS__“ oder „__DEADMAU5__“. Deadmau5 gab auf Facebook bekannt, dass ein Mitarbeiter des Labels das Video einfach zusammengeworfen und dann hochgeladen hätte und es nicht das offizielle Musikvideo sei, sondern einfach etwas „für YouTube und so“. Dementsprechend ist der Videotitel Unofficial and UNAPPROVED video my labels management just threw up here.

## Rezeption

### Charts
Die Single konnte die UK Dance Charts erreichen. Sie stieg am 3. März 2012 auf Platz 33 ein. Dies stellt die einzige Platzierung in den Top 40 dar.

### Kritik
Senthil Chidambaram von Dancing Astronaut meint, dass der Song Daft-Punk-Einflüsse habe, es aber auch Gemeinsamkeiten mit seinem bis dato größten Hit Ghosts ’n’ Stuff hätte. Ein Autor von indecentxposure.net hat die Meinung, dass Maths denjenigen gefallen wird, die Deadmau5s harte Electro-Beats mögen.